# Syngonanthus
Syngonanthus är ett släkte av gräsväxter. Syngonanthus ingår i familjen Eriocaulaceae.

## Bildgalleri

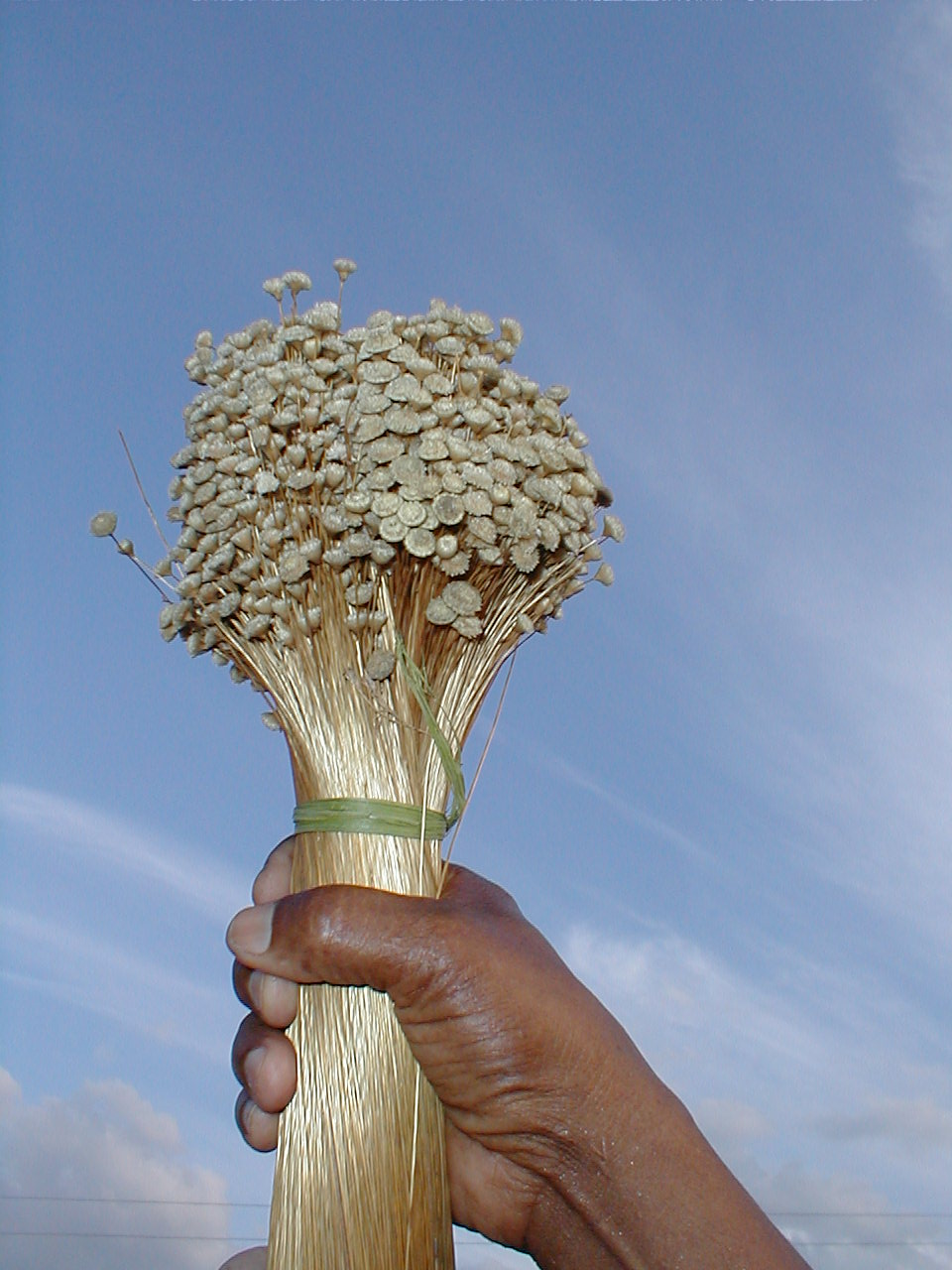

## Dottertaxa tillSyngonanthus, i alfabetisk ordning[1]
- Syngonanthus acephalus
- Syngonanthus albopulvinatus
- Syngonanthus allenii
- Syngonanthus amapensis
- Syngonanthus amazonicus
- Syngonanthus androsaceus
- Syngonanthus angolensis
- Syngonanthus anomalus
- Syngonanthus anthemidiflorus
- Syngonanthus appressus
- Syngonanthus aquaticus
- Syngonanthus arenarius
- Syngonanthus atrovirens
- Syngonanthus auripes
- Syngonanthus bartlettii
- Syngonanthus bellus
- Syngonanthus bianoensis
- Syngonanthus bicolor
- Syngonanthus biformis
- Syngonanthus bisumbellatus
- Syngonanthus blackii
- Syngonanthus bracteosus
- Syngonanthus cabralensis
- Syngonanthus cachimboensis
- Syngonanthus canaliculatus
- Syngonanthus capillaceus
- Syngonanthus caulescens
- Syngonanthus chapadensis
- Syngonanthus chrysanthus
- Syngonanthus costatus
- Syngonanthus cowanii
- Syngonanthus crassinervius
- Syngonanthus davidsei
- Syngonanthus decorus
- Syngonanthus densiflorus
- Syngonanthus densifolius
- Syngonanthus densus
- Syngonanthus diamantinensis
- Syngonanthus dichroanthus
- Syngonanthus duidae
- Syngonanthus egleri
- Syngonanthus exilis
- Syngonanthus fenestratus
- Syngonanthus ferrensis
- Syngonanthus filipes
- Syngonanthus fischerianus
- Syngonanthus flaviceps
- Syngonanthus flavidulus
- Syngonanthus fuscescens
- Syngonanthus garimpensis
- Syngonanthus glandulifer
- Syngonanthus goyazensis
- Syngonanthus gracilis
- Syngonanthus grao-mogolensis
- Syngonanthus helminthorrhizus
- Syngonanthus heteropeploides
- Syngonanthus heterotrichus
- Syngonanthus hirtellus
- Syngonanthus hondurensis
- Syngonanthus humbertii
- Syngonanthus humboldtii
- Syngonanthus hygrotrichus
- Syngonanthus insularis
- Syngonanthus inundatus
- Syngonanthus itambeensis
- Syngonanthus lagopodioides
- Syngonanthus lanatus
- Syngonanthus lanceolatus
- Syngonanthus laricifolius
- Syngonanthus latifolius
- Syngonanthus leprieurii
- Syngonanthus lisowskii
- Syngonanthus llanorum
- Syngonanthus longibracteatus
- Syngonanthus longipes
- Syngonanthus lundellianus
- Syngonanthus macrocephalus
- Syngonanthus macrolepis
- Syngonanthus manikaensis
- Syngonanthus marginatus
- Syngonanthus micropus
- Syngonanthus minutifolius
- Syngonanthus minutulus
- Syngonanthus minutus
- Syngonanthus multipes
- Syngonanthus mwinilungensis
- Syngonanthus nanus
- Syngonanthus ngoweensis
- Syngonanthus niger
- Syngonanthus nigroalbus
- Syngonanthus nitens
- Syngonanthus oblongus
- Syngonanthus oneillii
- Syngonanthus ottohuberi
- Syngonanthus pakaraimensis
- Syngonanthus paleaceus
- Syngonanthus pallens
- Syngonanthus pauciflorus
- Syngonanthus peruvianus
- Syngonanthus philcoxii
- Syngonanthus philodicoides
- Syngonanthus pittieri
- Syngonanthus planus
- Syngonanthus plumosus
- Syngonanthus poggeanus
- Syngonanthus pulchellus
- Syngonanthus pulcher
- Syngonanthus pulvinellus
- Syngonanthus quadrangularis
- Syngonanthus reclinatus
- Syngonanthus retrorsociliatus
- Syngonanthus retrorsus
- Syngonanthus rhizonema
- Syngonanthus robinsonii
- Syngonanthus schlechteri
- Syngonanthus schwackei
- Syngonanthus sclerophyllus
- Syngonanthus setifolius
- Syngonanthus sickii
- Syngonanthus simplex
- Syngonanthus sinuosus
- Syngonanthus spadiceus
- Syngonanthus spongiosus
- Syngonanthus surinamensis
- Syngonanthus tenuipes
- Syngonanthus tenuis
- Syngonanthus tiricensis
- Syngonanthus trichophyllus
- Syngonanthus umbellatus
- Syngonanthus upembaensis
- Syngonanthus wahlbergii
- Syngonanthus weddellii
- Syngonanthus welwitschii
- Syngonanthus verticillatus
- Syngonanthus widgrenianus
- Syngonanthus williamsii
- Syngonanthus xinguensis
- Syngonanthus yacuambensis